# Ramón Franco

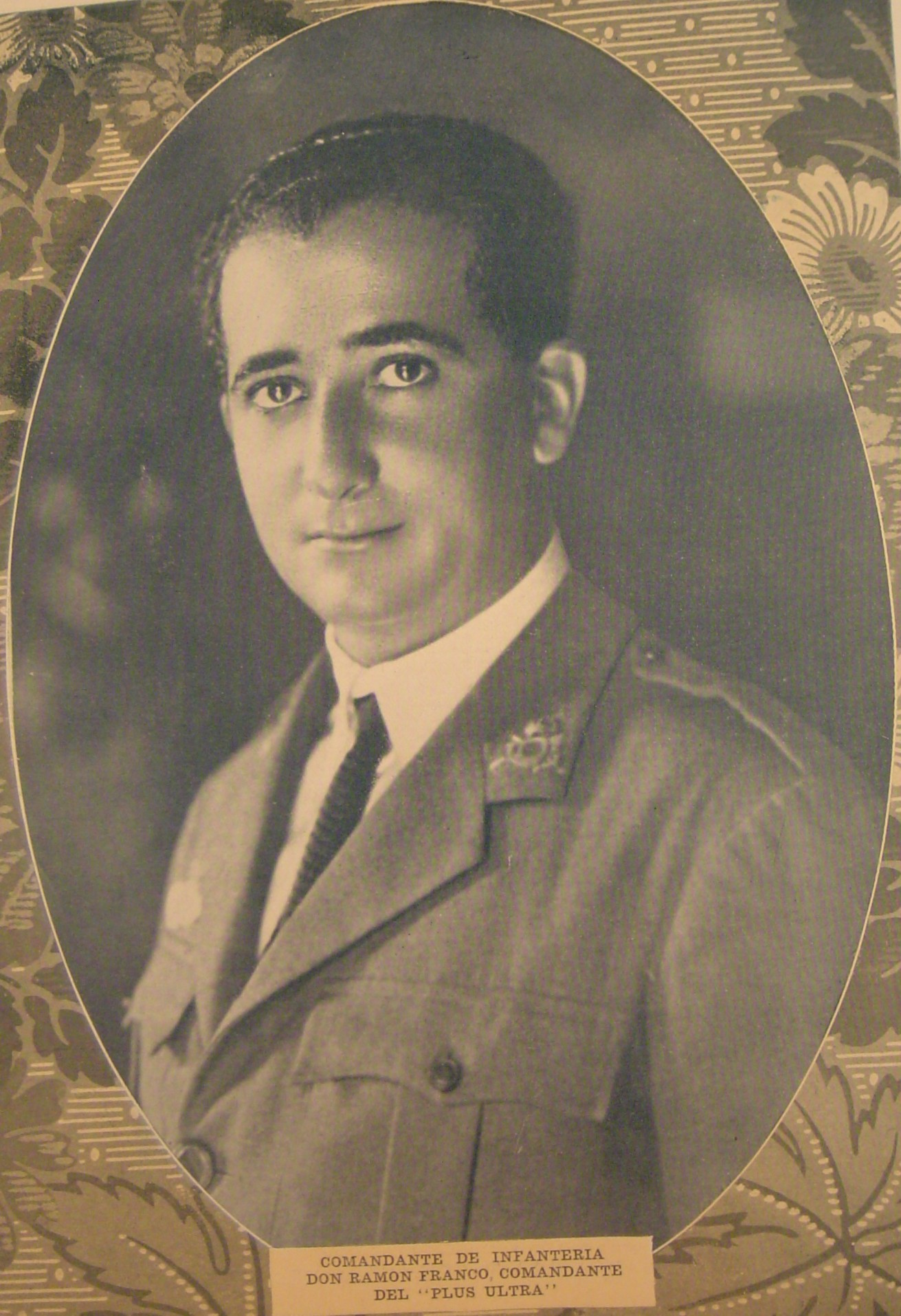
Ramón Franco y Bahamonde, 1926

Ramón Franco y Bahamonde (* 2. Februar 1896 in Ferrol, Provinz A Coruña; † 28. Oktober 1938 bei Pollença im Mittelmeer) war ein spanischer Politiker, Offizier, Militärattaché und Flugpionier. Seine Brüder waren Nicolás und der General und Diktator Francisco Franco.

## Leben
Franco wurde als Sohn des Marineoffiziers Nicolás Franco Salgado-Araujo und dessen Frau María del Pilar Bahamonde y Pardo de Andrade geboren. 1914 wurde Ramón Franco als Offizier der spanischen Armee (Ejército de Tierra) im Protektorat Spanisch-Marokko eingesetzt. 1920 wechselte er als Pilotenschüler zur militärischen Luftfahrt (Ejército del Aire) auf die Base de Hidroaviones del Atalayón auf dem Mar Chica und erhielt den Titel eines Flugzeugpiloten. In dieser Funktion machte er sich bald einen Namen und wurde 1924 für seinen Einsatz im Krieg gegen die Rifkabylen mit der Militärmedaille ausgezeichnet.
Am 22. Januar 1926 nahm er als Kommandant an Bord des Amphibienflugzeugs Plus Ultra am Flug von Palos de la Frontera in Spanien nach Buenos Aires teil. Dieser Flug gilt als die bedeutendste Pioniertat der spanischen Luftfahrt. Er erfolgte ein Jahr bevor der US-Amerikaner Charles Lindbergh seinen transatlantischen Einzelflug in der Gegenrichtung durchführte, jedoch vier Jahre nach dem ersten Flug über den Südatlantik von Lissabon nach Rio de Janeiro, der 1922 von den Portugiesen Gago Coutinho und Sacadura Cabral durchgeführt wurde. 1929 stürzte er bei einem weiteren Transatlantikflug ins Meer und wurde Tage nach dem Absturz zusammen mit der übrigen Besatzung von einem britischen Flugzeugträger gerettet.
1930 rebellierte er auf dem Militärflugplatz von Madrid-Cuatro Vientos gegen die spanische Monarchie des Hauses Bourbon. Er startete in einem mit Fliegerbomben bestückten Flugzeug, um diese über dem Palacio Real von Madrid abzuwerfen, kehrte jedoch unverrichteter Dinge zurück, weil er befürchtete, zivile Opfer zu treffen. Danach begab er sich mit dem Flugzeug ins Exil nach Lissabon.
Nach Ausrufung der Zweiten Spanischen Republik wurde er nicht nur rehabilitiert und wieder in seine Funktion eingesetzt, sondern bekleidete fortan einen hohen Posten in der Leitung der spanischen Militärluftfahrt. Später wurde er jedoch wegen seiner Beteiligung an einer anarchistischen Revolte in Andalusien abgesetzt, und nachdem er seine Pensionierung vom Militärdienst beantragt hatte, wechselte er in die Politik und wurde in den Wahlen vom 28. Juni 1931 mit 91.731 Stimmen für die Esquerra Republicana de Catalunya („Linke Katalanische Republikanische Partei“) ins Cortes Generales, das spanische Parlament, gewählt.
Als am 17. und 18. Juli 1936 der Militärputsch erfolgte, bei dem sein Bruder Francisco Franco eine wesentliche Rolle spielte, befand er sich als spanischer Militärattaché in der Spanischen Botschaft in Washington, D.C. Nach einigem Zögern begab er sich in die von den aufständischen Militärs besetzte Zone und stellte damit seine familiäre Loyalität über seine politischen Ideen. Laut einer anderen Theorie schloss er sich den Aufständischen nach dem gewaltsamen Tod seines Freundes Julio Ruiz de Alda im Mustergefängnis von Madrid an.
Ramón Franco wurde zum Oberstleutnant (Teniente Coronel) befördert und zum Chef der Luftwaffenbasis von Barcelona ernannt. Nach seiner Versetzung auf die Balearischen Inseln wurde er dort zum Chef der militärischen Luftfahrt ernannt, was den Protest des obersten Chefs der Spanischen Nationalen Militärluftfahrt Alfredo Kindelán auslöste, der mit der Ernennung nicht einverstanden war.
Er kam am 28. Oktober 1938 bei einem Absturz mit seiner dreimotorigen italienischen Schwimmermaschine vom Typ CRDA Cant Z.506 über dem Mittelmeer nahe Pollença mit der gesamten Besatzung ums Leben. Ramón flog bei der 73. Grupo, Agrupation Espanola. Er war von der Luftwaffenbasis Port de Pollença, die auch Stützpunkt der deutschen Legion Condor war, von Mallorca aus zu einem Einsatz gestartet, vermutlich zur Bombardierung Barcelonas.
Sein Tod gab Anlass für Gerüchte, wonach er Opfer eines Sabotageaktes geworden sei, der sowohl von abtrünnigen Anhängern der Republik als auch von Kreisen ausgeführt worden sein könnte, die den Aufständischen nahestanden. Letztere hätten in ihm wegen seiner bewegten Biographie, wegen seines Prestiges als Flugpionier und wegen seiner Verwandtschaft zum Führer der Aufständischen eine lästige Figur gesehen. Die Beisetzung von Ramon Franco fand am 4. November 1938 im kleinen Kreis auf Mallorca statt. An ihr nahm unter anderem der deutsche Luftattaché Oberst Alexander von Scheele (1887–1939) teil.